# Majatengah (Banjarmangu)
Majatengah is een bestuurslaag in het regentschap Banjarnegara van de provincie Midden-Java, Indonesië. Majatengah telt 877 inwoners (volkstelling 2010).